# Maximiliano Richeze
Maximiliano Ariel Richeze Araquistaín (ur. 7 marca 1983 w Buenos Aires) – argentyński kolarz szosowy i torowy, zawodnik profesjonalnej grupy UAE Team Emirates.

## Najważniejsze osiągnięcia

### kolarstwo torowe
2003
- 1. miejsce w mistrzostwach Argentyny (1 km ze startu zatrzymanego)

2013
- 1. miejsce w mistrzostwach Ameryki (wyścig druż. na dochodzenie)
- 1. miejsce w mistrzostwach Ameryki (scratch)

### kolarstwo szosowe
2005
- 1. miejsce na 2. etapie Giro del Veneto

2006
- 1. miejsce na 1. etapie Tour de Langkawi

2007
- 1. miejsce na 2. etapie Tour de Langkawi
- 1. miejsce na 4. etapie Giro del Trentino
- 1. miejsce na 18. i 21. etapie Giro d'Italia[1]
- 1. miejsce na 1. etapie Tour de Luxembourg

2008
- 1. miejsce na 7. etapie Tour of Turkey

2011
- 1. miejsce na prologu Tour de Kumano

2012
- 1. miejsce w mistrzostwach Ameryki (start wspólny)
- 1. miejsce w Tour de Hokkaido
- 1. miejsce na 1., 7., 8. i 10. etapie Vuelta a Venezuela
- 1. miejsce na 1., 5. i 6. etapie Tour de Serbie
- 1. miejsce na 1. etapie Tour of Japan

2013
- 2. miejsce na 3. etapie Eneco Tour
- 2. miejsce na 5. i 6. etapie Vuelta a España

2016
- 1. miejsce na 4. etapie Tour de Suisse
  -  1. miejsce w klasyfikacji punktowej

2017
- 1. miejsce na 6. i 7. etapie Vuelta a San Juan

2018
- 1. miejsce na 4. etapie Vuelta a San Juan
- 1. miejsce na 1. etapie Presidential Cycling Tour of Turkey

## Starty w Wielkich Tourach
| Grand Tour | 2006 | 2007 | 2008 | 2009 | 2010 | 2011 | 2012 | 2013 | 2014 | 2015 | 2016 | 2017 | 2018 |
| ---------- | ---- | ---- | ---- | ---- | ---- | ---- | ---- | ---- | ---- | ---- | ---- | ---- | ---- |
| Giro       | 138. | 92.  | DNS  | -    | -    | -    | -    | -    | -    | -    | -    | 148. | -    |
| Tour       | -    | -    | -    | -    | -    | -    | -    | -    | -    | -    | 144. | -    | 135. |
| Vuelta     | -    | -    | -    | -    | -    | -    | -    | 141. | 138. | 152. | -    | -    | -    |